# کتابخانه مرجع
کتابخانه‌ای که برای تحقیق و مشاوره سازمان یافته است و به صورت معمول کتابی به امانت نمی‌دهد. مجموعه این کتابخانه ممکن است جامع و کلی یا محدود به زمینه یا موضوع خاصی باشد.
اکثر این کتابخانه ها به غیر از امکانات و خدمات گسترده شامل انواع کتب، دیسک سی‌دی، سایت کامپیوتر، آزمایشگاه، مقالات، نشریات، مجلات و نسخه هایی از کتب بسیار قدیمی که اغلب مربوط به همان ملیت هستند؛ یک مرکز اطلاعات ملی دولتی به شمار می روند. مانند کتابخانه ملی استرالیا و کتابخانه ملی ایران یا کتابخانه کنگره آمریکا که بزرگترین کتابخانه جهان با ده‌ها میلیون نسخه کتاب است.
کتابخانه مرجع همان گونه که از نام آن هویداست لاغیر نسخه های چاپی اطلاعات(کتاب) دارای نسخه های دیجیتالی و حتی طبقه بندی شده محرمانه یا فوق محرمانه نیز می باشند که البته این نوع کتابخانه ها غالبا در سازمانها جای دارند.